# Хосе Марія Калатрава
Хосе Марія Калатрава (ісп. José María Calatrava; 26 лютого 1781 — 16 січня 1846) — іспанський правник, державний і політичний діяч, виконував обов’язки голови уряду у 1836-1837 роках.

## Кар'єра
Мав адвокатську практику в Бадахосі. Був ліберальним депутатом кортесів. 1814 року був вигнаний з країни й повернувся лише після оголошення амністії 1820. 
1823 року отримав пост міністра юстиції, одночасно виконував обов’язки міністра внутрішніх справ. Після відновлення в Іспанії абсолютної влади короля Фернандо VII знову був змушений виїхати у вигнання. 1836 року, повернувшись на батьківщину, тимчасово очолив уряд, а після відставки відігравав значну роль у Кортесах, які ухвалили нову конституцію. Близько року очолював міністерство закордонних справ і головою Кортесів. 